# 세계는 오늘부터 너의 것
《세계는 오늘부터 너의것》(世界は今日から君のもの, Her Sketchbook)은 일본에서 제작된 오자키 마사야 감독의 2017년 멜로/로맨스 영화이다. 카도와키 무기 등이 주연으로 출연하였다.

## 출연

### 주연
- 카도와키 무기
- 미우라 타카히로

### 조연
- 마키타 스포츠
- 히루카와 유
- 야스이 준페이
- 코마키네 류스케